# Grabniak (Szulborze Wielkie)
Grabniak – zniesiona nazwa części wsi Szulborze Wielkie położona w Polsce, w województwie mazowieckim, w powiecie ostrowskim, w gminie Szulborze Wielkie.
Nazwę zniesiono z 2025 r. W latach 1975–1998 miejscowość administracyjnie należała do województwa łomżyńskiego.
Wierni kościoła rzymskokatolickiego należą do parafii Najświętszej Maryi Panny Królowej Polski w Szulborzu Wielkim.